# Coppa delle Coppe 1983-1984 (pallamano maschile)
La Coppa delle Coppe 1983-1984 è stata la 9ª edizione del torneo europeo di pallamano riservato alle squadre vincitrici delle coppe nazionali. È stata organizzata dall'International Handball Federation, la federazione internazionale di pallamano. La competizione è iniziata ad ottobre 1983  si è conclusa ad aprile 1984.
Il torneo è stato vinto dalla compagine spagnola dell'FC Barcellona per la 1ª volta nella sua storia.

## Risultati

### Primo turno
| Squadra 1          | Squadra 2          | Andata     | Ritorno      | Totale  |
| ------------------ | ------------------ | ---------- | ------------ | ------- |
| HV De Gazellen     | HC Berchem         | Doetinchem | Lussemburgo  | 36 - 38 |
| HV De Gazellen     | HC Berchem         | 20 - 17    | 16 - 21      | 36 - 38 |
| Teramo Handball    | Union Beynoise     | Teramo     | Beyne-Heusay | 48 - 42 |
| Teramo Handball    | Union Beynoise     | 20 - 15    | 28 - 27      | 48 - 42 |
| XANTH Thessaloniki | VIF Dimitrov Sofia | Salonicco  | Sofia        | 30 - 59 |
| XANTH Thessaloniki | VIF Dimitrov Sofia | 16 - 26    | 14 - 33      | 30 - 59 |
| Sjundeå IF         | Fredensborg IL     | Siuntio    | Oslo         | 54 - 60 |
| Sjundeå IF         | Fredensborg IL     | 26 - 29    | 28 - 31      | 54 - 60 |

### Ottavi di finale
| Squadra 1              | Squadra 2         | Andata        | Ritorno     | Totale  |
| ---------------------- | ----------------- | ------------- | ----------- | ------- |
| VIF Dimitrov Sofia     | TUSEM Essen       | Sofia         | Essen       | 32 - 45 |
| VIF Dimitrov Sofia     | TUSEM Essen       | 20 - 18       | 12 - 27     | 32 - 45 |
| Maccabi Rishon Le Zion | HK Malmö          | Rishon LeZion | Malmö       | 48 - 45 |
| Maccabi Rishon Le Zion | HK Malmö          | 25 - 26       | 23 - 19     | 48 - 45 |
| KR Reykjavík           | HC Berchem        | Reykjavík     | Lussemburgo | 48 - 31 |
| KR Reykjavík           | HC Berchem        | 17 - 12       | 31 - 19     | 48 - 31 |
| Stade Marseille        | Sloga Doboj       | Marsiglia     | Doboj       | 49 - 65 |
| Stade Marseille        | Sloga Doboj       | 17 - 24       | 32 - 41     | 49 - 65 |
| Helsingor IF           | Grasshoppers-Club | Elsinore      | Zurigo      | n.d.    |
| Helsingor IF           | Grasshoppers-Club | n.d.          | n.d.        | n.d.    |
| VSZ Košice             | SC Pick Szeged    | Košice        | Seghedino   | 55 - 57 |
| VSZ Košice             | SC Pick Szeged    | 32 - 27       | 23 - 30     | 55 - 57 |
| Teramo Handball        | Fredensborg IL    | Teramo        | Oslo        | 45 - 57 |
| Teramo Handball        | Fredensborg IL    | 24 - 27       | 21 - 30     | 45 - 57 |
| FC Barcellona          | ASKO Linz         | Barcellona    | Linz        | 56 - 39 |
| FC Barcellona          | ASKO Linz         | 32 - 14       | 24 - 25     | 56 - 39 |

### Quarti di finale
| Squadra 1      | Squadra 2              | Andata     | Ritorno       | Totale  |
| -------------- | ---------------------- | ---------- | ------------- | ------- |
| KR Reykjavík   | Maccabi Rishon Le Zion | Reykjavík  | Rishon LeZion | 32 - 33 |
| KR Reykjavík   | Maccabi Rishon Le Zion | 16 - 19    | 16 - 14       | 32 - 33 |
| Helsingor IF   | SC Pick Szeged         | Elsinore   | Seghedino     | 46 - 54 |
| Helsingor IF   | SC Pick Szeged         | 25 - 23    | 21 - 31       | 46 - 54 |
| Fredensborg IL | Sloga Doboj            | Oslo       | Doboj         | 40 - 53 |
| Fredensborg IL | Sloga Doboj            | 19 - 23    | 21 - 30       | 40 - 53 |
| FC Barcellona  | TUSEM Essen            | Barcellona | Essen         | 31 - 28 |
| FC Barcellona  | TUSEM Essen            | 19 - 13    | 12 - 15       | 31 - 28 |

### Semifinali
| Squadra 1      | Squadra 2              | Andata     | Ritorno       | Totale  |
| -------------- | ---------------------- | ---------- | ------------- | ------- |
| SC Pick Szeged | Sloga Doboj            | Seghedino  | Doboj         | 50 - 51 |
| SC Pick Szeged | Sloga Doboj            | 24 - 26    | 26 - 25       | 50 - 51 |
| FC Barcellona  | Maccabi Rishon Le Zion | Barcellona | Rishon LeZion | 54 - 32 |
| FC Barcellona  | Maccabi Rishon Le Zion | 26 - 18    | 28 - 14       | 54 - 32 |

### Finale
| Squadra 1     | Squadra 2   | Risultato                 |
| ------------- | ----------- | ------------------------- |
| FC Barcellona | Sloga Doboj | Barcellona, 24 marzo 1984 |
| FC Barcellona | Sloga Doboj | 24 - 21                   |

## Campioni
| Vincitore della Coppa delle Coppe 1983-1984 |
| ------------------------------------------- |
| FC Barcellona 1º titolo                     |